# バラカス (ブエノスアイレス)
バラカス(Barracas)は、アルゼンチンの首都ブエノスアイレス特別区の南東部にある地区（バリオ）である。コムーナ4に属しており、人口は77,474人である。
鉄道路線のベルグラーノ南線とリアチュエーロ川、レヒミエント・デ・パトリシオス通り、デフェンサ通り、カセーロス通り、ベレス・サルスフィエルド通り、アマンシオ・アルコルタ通り、ラファジェッテ通り、ラバルデン通りなどの通りに挟まれている。「バラカス」という名称は、原始的な材料を使用した間に合わせの建築を指すバラカ（barraca、バラック）に由来している。

## 歴史

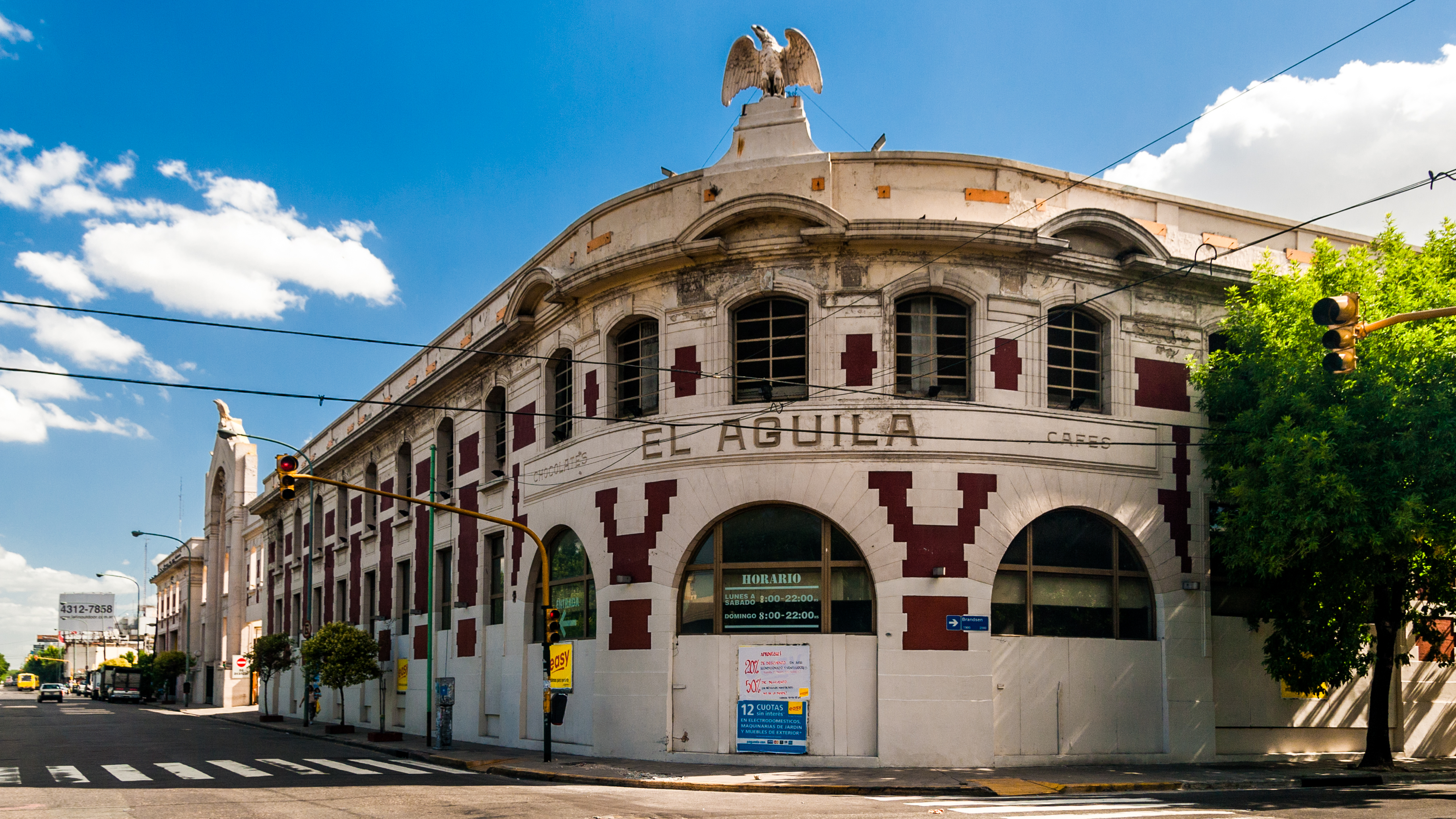
コーヒー/チョコレート製造工場の「エル・アギーラ」

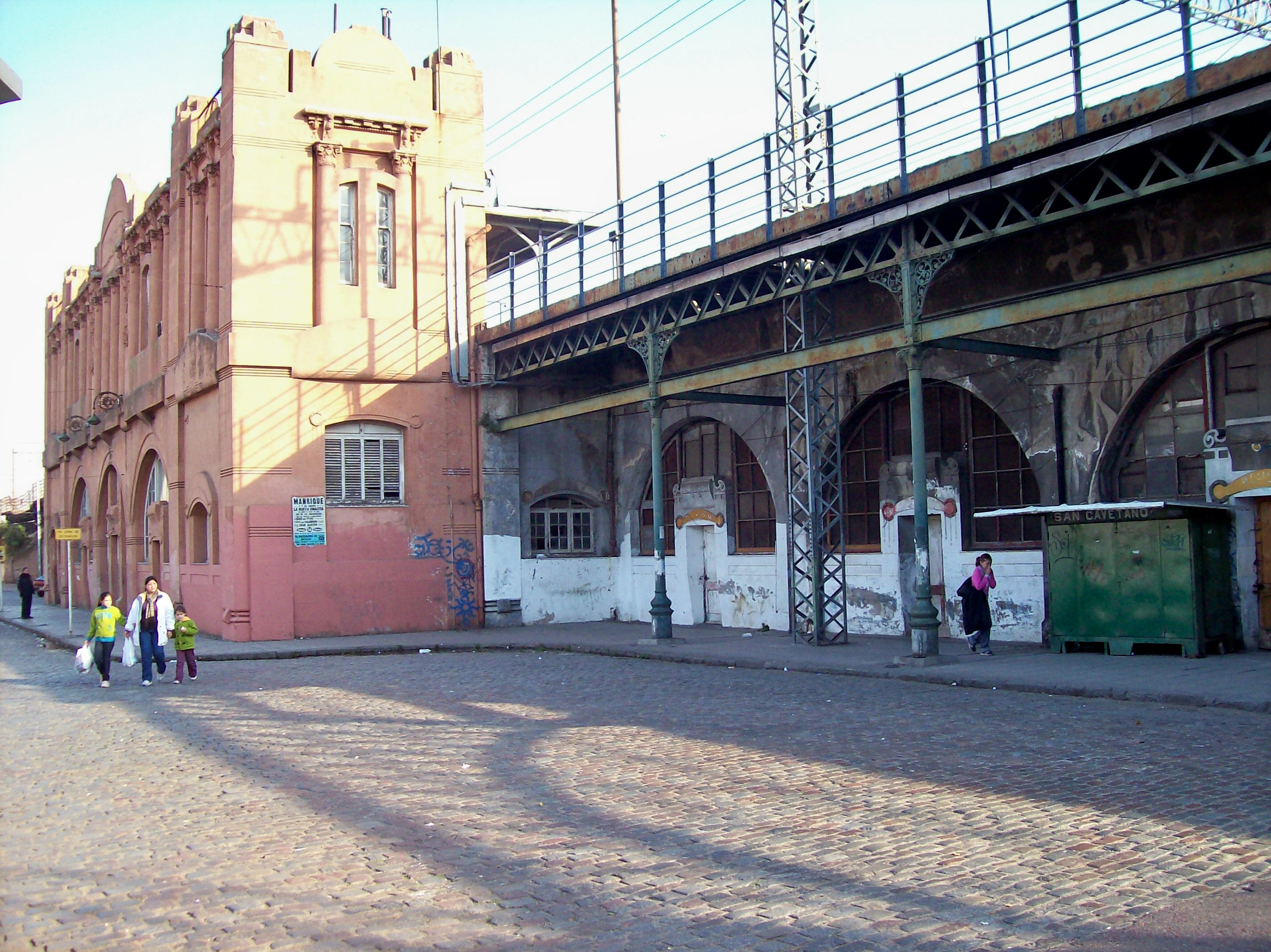
フェルナンド・E・ソラーナス監督が映画「スール/その先は……愛」で喝采を送ったダルキエール通りとロカ線のジリゴジェン駅

リアチュエーロ川河岸における都市の成長は18世紀に始まり、皮なめしや屠殺を行なう地区であると同時に労働者地区となった。1791年3月24日にリアチュエーロ川に橋が架けられ、イギリスのラプラタ川侵略の際には戦略的価値の高い地区となった。1858年にはこの橋の一部が洪水で破壊され、1871年に鉄橋として再建された。しかしこの鉄橋は問題続きで、1931年に現行の橋に取って代わった。19世紀の大部分を通じて、この地区にはブエノスアイレスでもっとも裕福な何組かの家族が住んでいた。サンタ・ルシア通りは地区の活動拠点であり、当時のブエノスアイレスでもっとも有名な店の多くが所在したが、1871年にブエノスアイレス市南部の大部分を黄熱病の流行が襲い、裕福な家族や中産階級の住民は市北部への引っ越しを余儀なくされると、バラカス地区は今日に至るまでの労働者階級中心の地区となった。それでも、20世紀の大半には一定数の裕福なアルゼンチン人家族が居住し、引っ越した住民の邸宅を賃貸住宅として維持した。やがてイタリア系などの移民がバラカス地区に住み始め、労働者階級に人気のある地区となった。こぢんまりとしたカフェは低所得住民を引き付けた。
1980年頃までは工場群が地区の経済を支配し、それ以後も地区にとって重要な雇用源であり続けている。その後、地区内の工場はひとつずつ閉鎖された。1980年代には2つの公共公園と20以上の住宅を取り壊して高速道路が建設された。1987年にはフェルナンド・E・ソラーナス監督によって撮られた映画「スール/その先は……愛」の舞台となった。この映画は食肉工場従業員の人生を描いた物語であり、独裁体制からの再建過程に生きた多くの労働者の大混乱の物語であるが、同時にバラカス地区への頌歌でもあり、カンヌ国際映画祭で監督賞を受賞した。1990年代には地元のアーティストであるマリーノ・サンタ・マリアによって、ラニン通りの建物の正面に鮮やかなペイントがなされ、地区における再開発プロジェクトの数々を促進した。特にピッカルーガ織物工場は高級ロフトへの転換がなされ、2008年に転換が完成した。

## ギャラリー

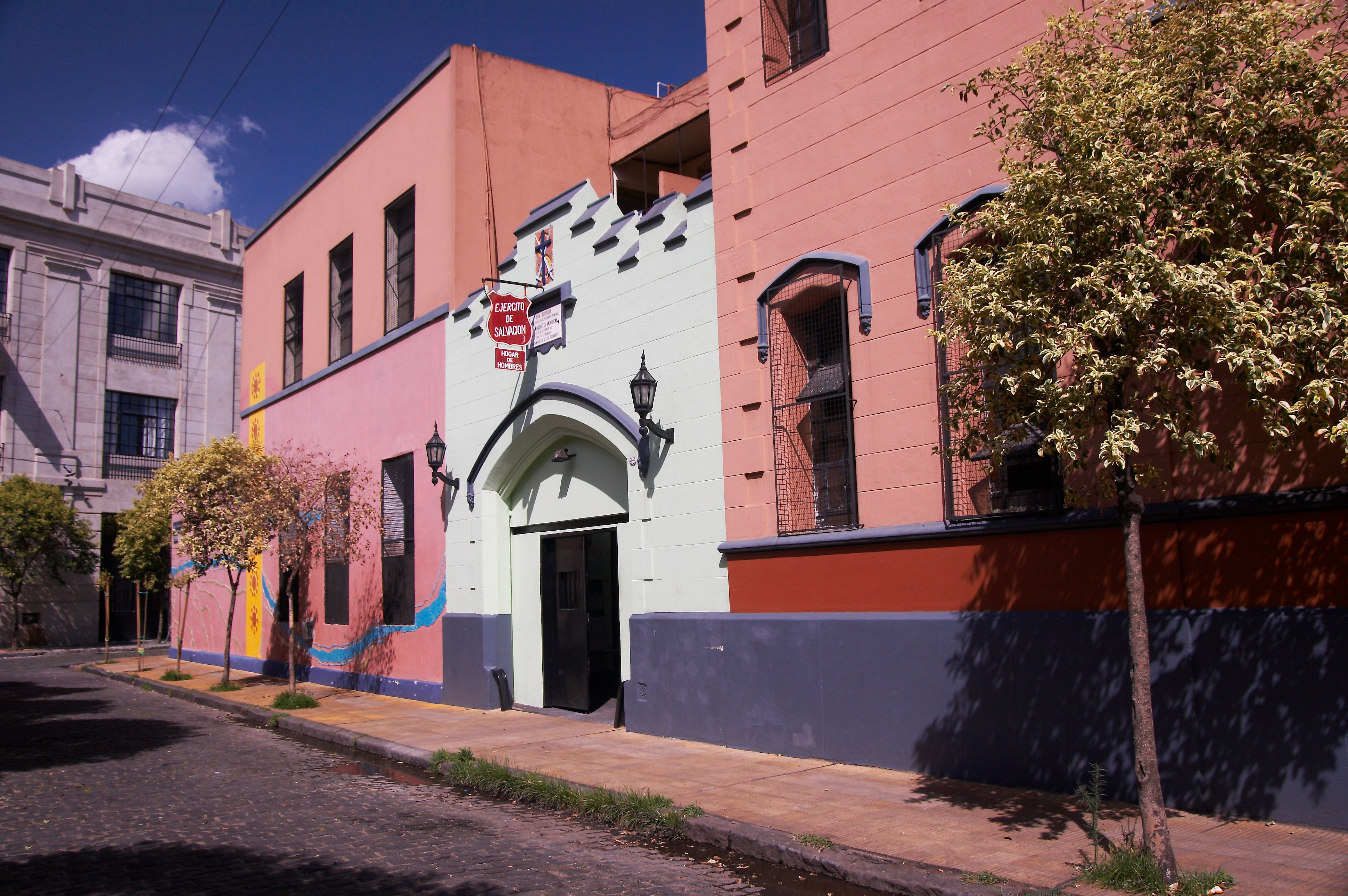
ラニン通り
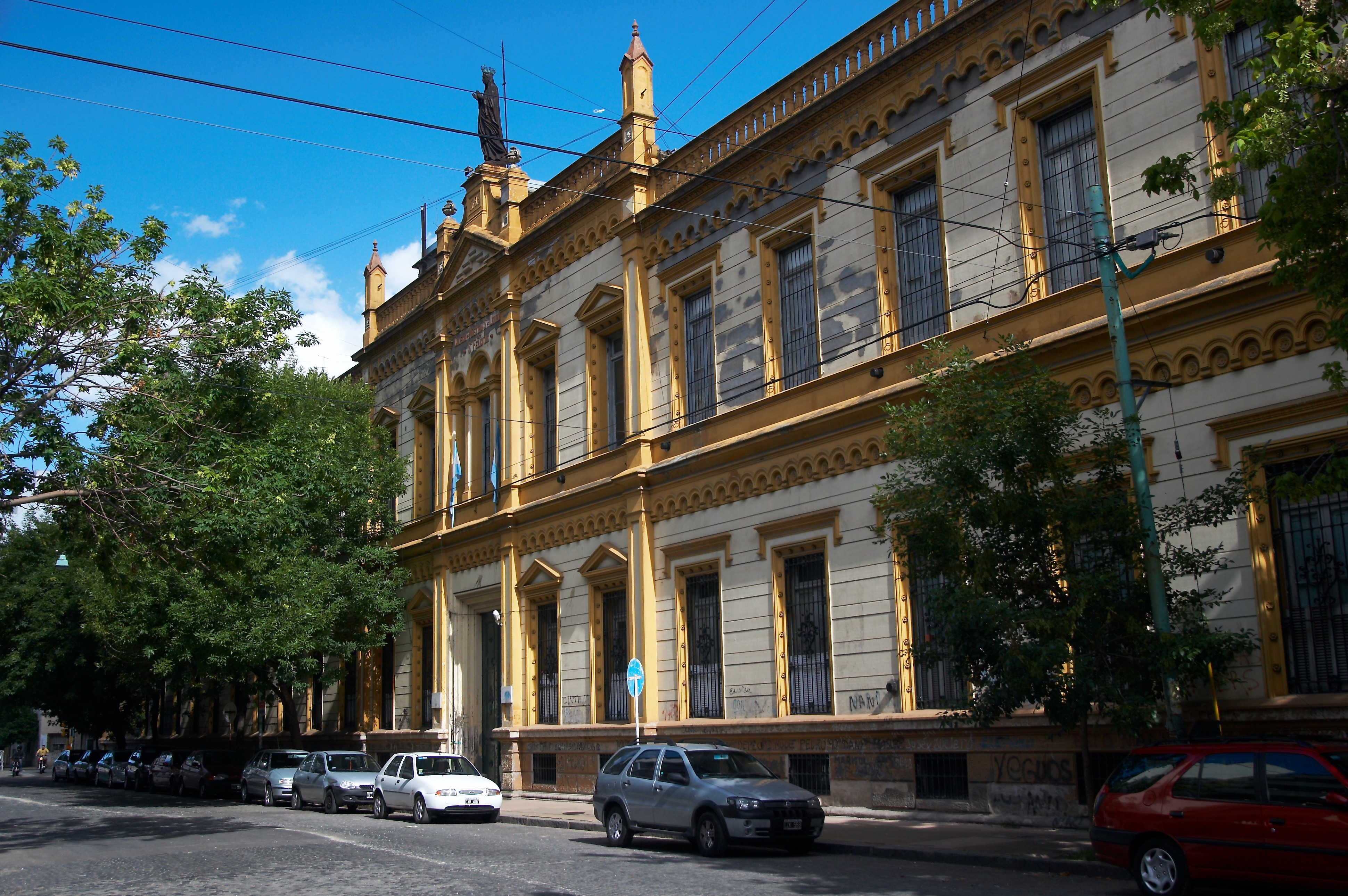
聖フェリシティ学校
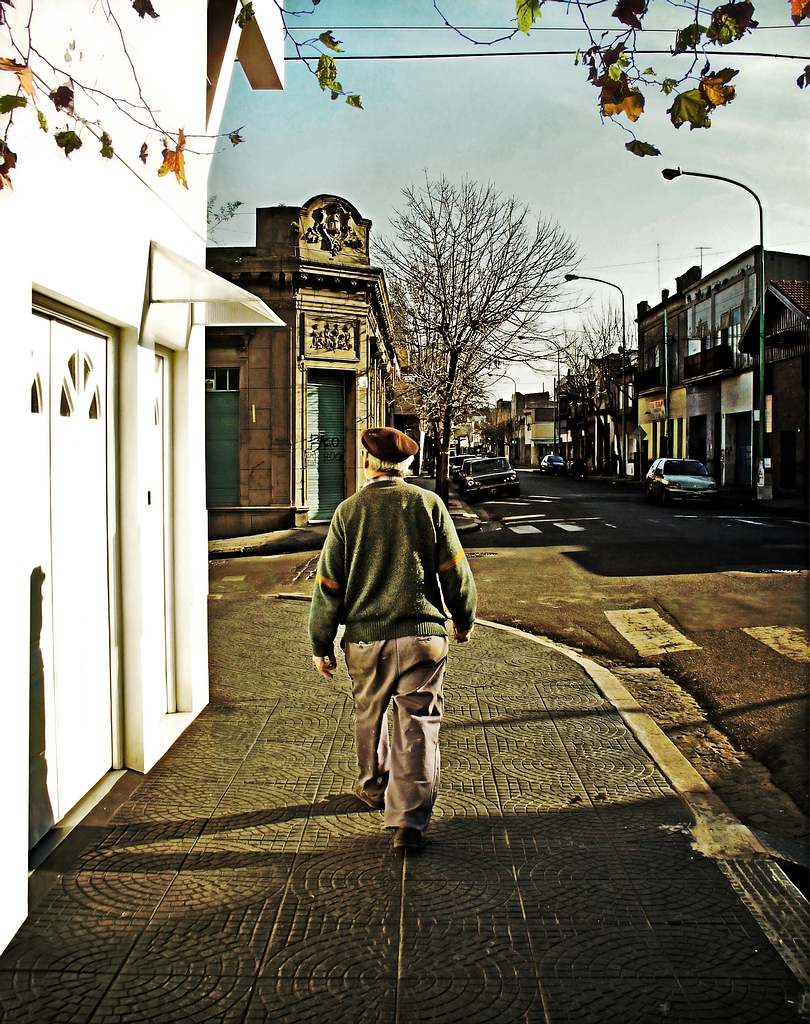
秋の日の夕方のバラカス
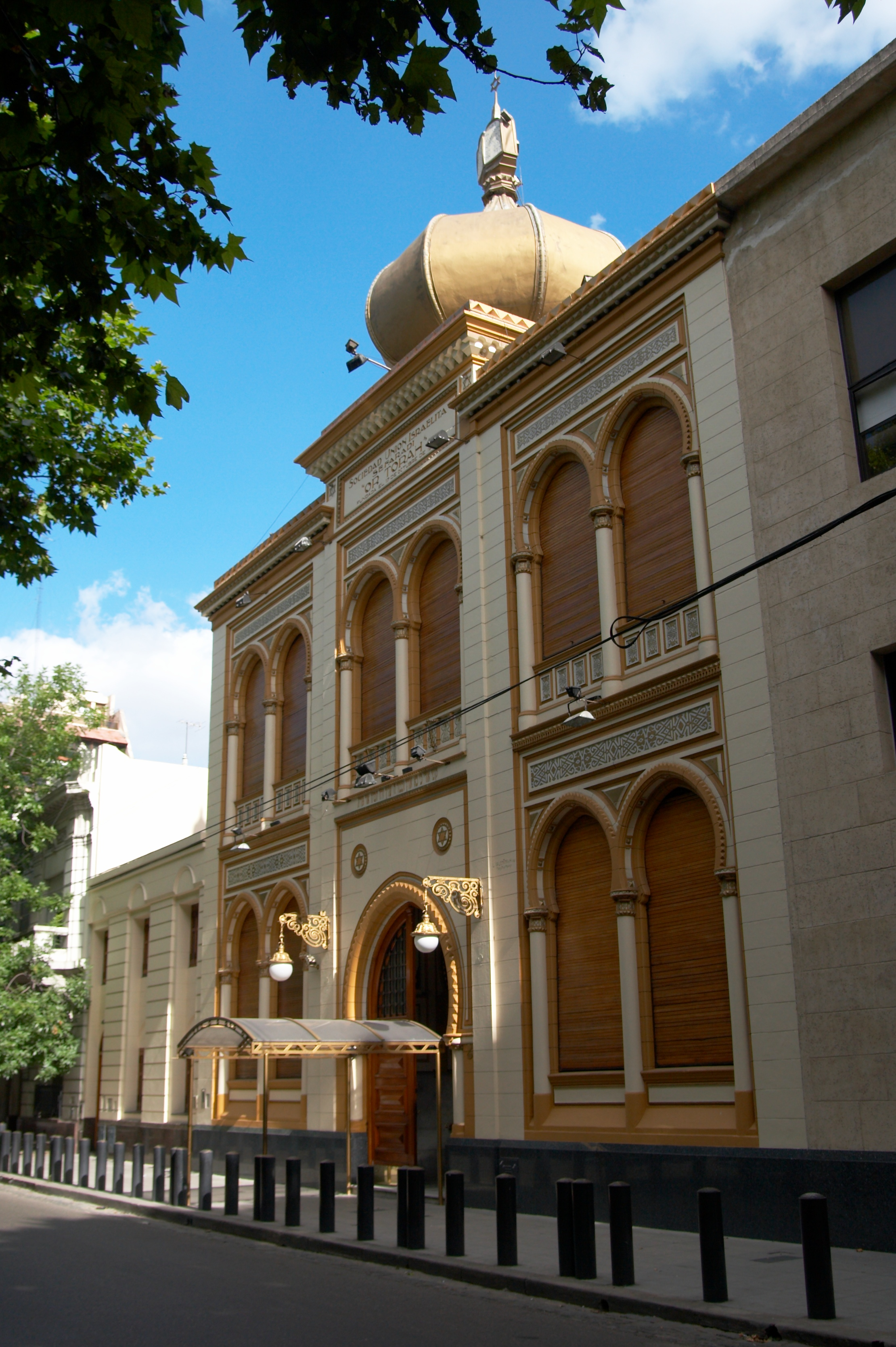
イベリア系ユダヤ人の礼拝堂
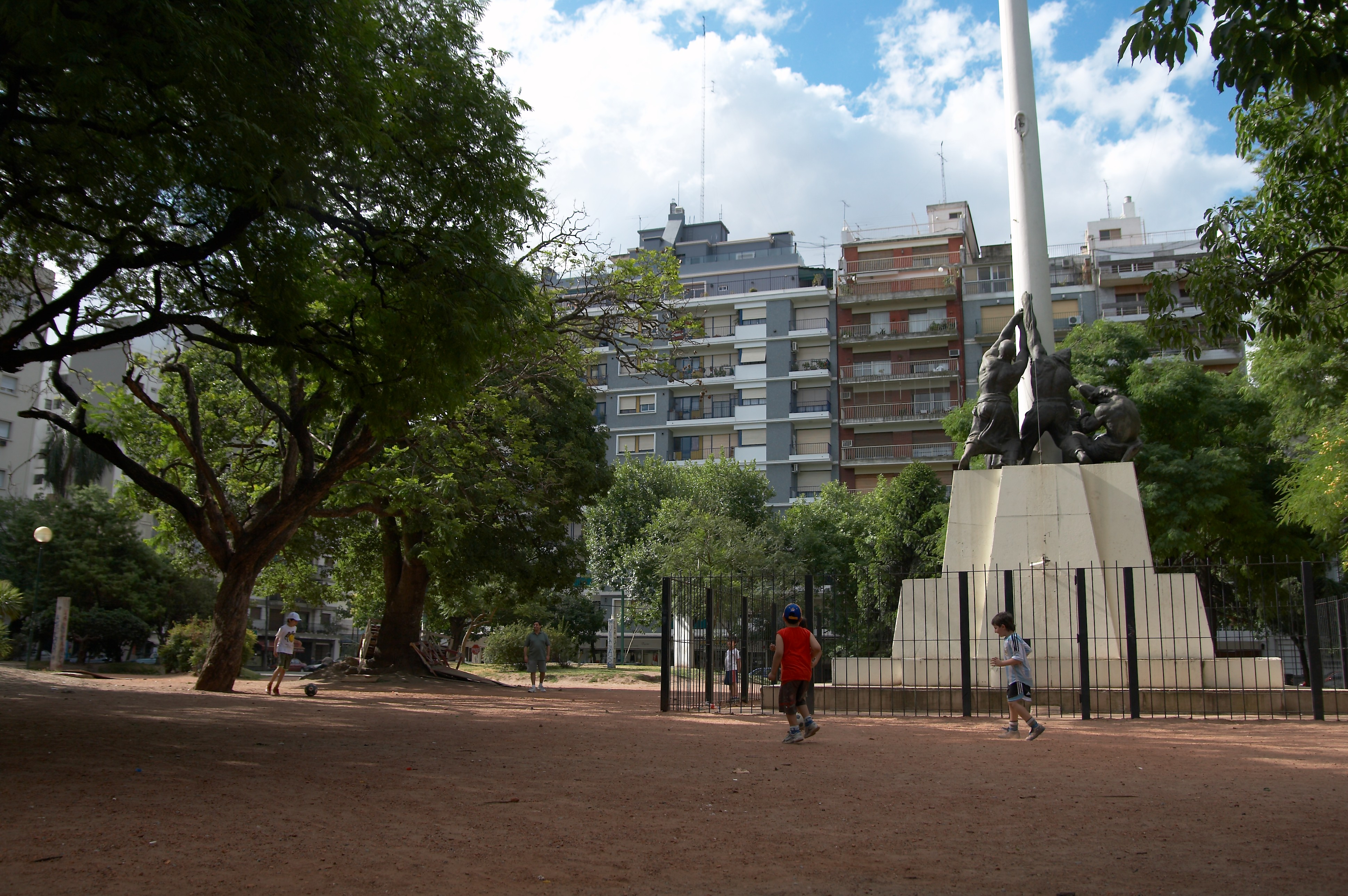
コロンビア公園
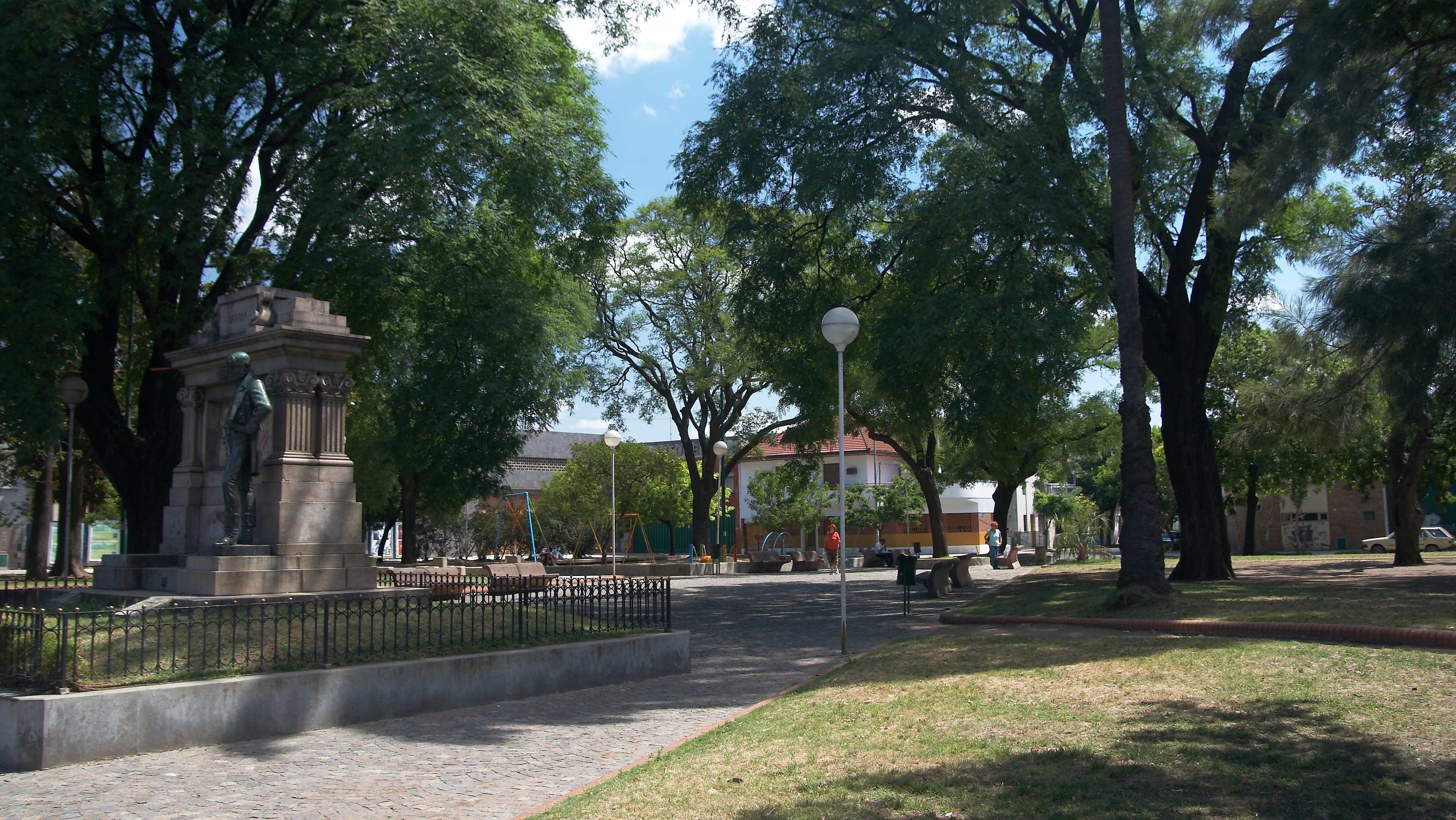
エレーラ公園と愛国者フアン・エレーラ（英語版）のモニュメント